# Aek Pamienke
Aek Pamienke was een Japans interneringskamp op Noord-Sumatra, ongeveer 300 km ten zuiden van Medan aan de spoorlijn van de Deli Spoorweg Maatschappij naar Rantau Prapat, dat nog 30 km verder lag. Het was gelegen in de rubberplantage 'Aek Pamienke'. 
Het bestond uit:
1. Aek Pamienke I. Dit is het kamp dicht bij de spoorlijn, bij station Aek Pamienke.
2. Aek Pamienke II. Dit kamp is midden in de rubberplantage gebouwd.
3. Aek Pamienke III. Dit kamp lag bij de weg tussen Medan en Rantau Prapat, naast de rubberfabriek.

(Dit is de gebruikelijke nummering zoals die gehanteerd wordt in het standaardwerk van Dr. van Velden.)
Vanaf het station van Aek Pamienke lag er een lorriebaan naar de rubberfabriek die de kampen met elkaar verbond. Met een wagon (die met de hand werd voortgeduwd) werd onder andere het eten vanaf het station naar de kampen gebracht.
Aek Pamienke is aan het eind van de oorlog gebouwd als een 'verzamelkamp'. Ongeveer 5000 vrouwen en kinderen werden uit veel verschillende andere kampen op Noord-Sumatra uiteindelijk hiernaartoe gebracht.
Vanaf 24 april 1945 (geïnterneerden arriveren in Aek Pamienke I) tot 24 augustus 1945 (de capitulatie van Japan wordt in de kampen bekendgemaakt) zijn de kampen onder Japans beheer in gebruik geweest. Er zijn in die vier maanden 40 mensen overleden. Na de capitulatie van Japan werd de situatie snel beter en kwamen er meteen medicijnen beschikbaar.
Aek Pamienke was zo afgelegen dat het nieuws dat Japan op 15 augustus 1945 capituleerde, pas op 24 augustus in de kampen bekend werd. Van de bekendmaking in Aek Pamienke III is een filmpje gemaakt door een geïnterneerde vrouw, met een camera die al die tijd verborgen was.
Het heeft nog tot 1 november 1945 geduurd voordat alle geïnterneerden per trein naar Medan waren vervoerd om daar in kamp Polonia te worden ondergebracht.
Anno 2011 is er van de kampen van Aek Pamienke niet veel meer over. De lorriebaan is al lang verdwenen, de rubberbomen zijn inmiddels al een keer vervangen door jonge aanplant, of door palmoliebomen.

## Aek Pamienke I
Dit kamp was in gebruik van 24 april 1945 tot 1 november 1945. Hier woonden ongeveer 1000 vrouwen en kinderen uit de kampen Glugur II, Tandjung-balai, Belawan-Estate en Poeloe Brayan D. Er zijn 15 mensen overleden.

## Aek Pamienke II

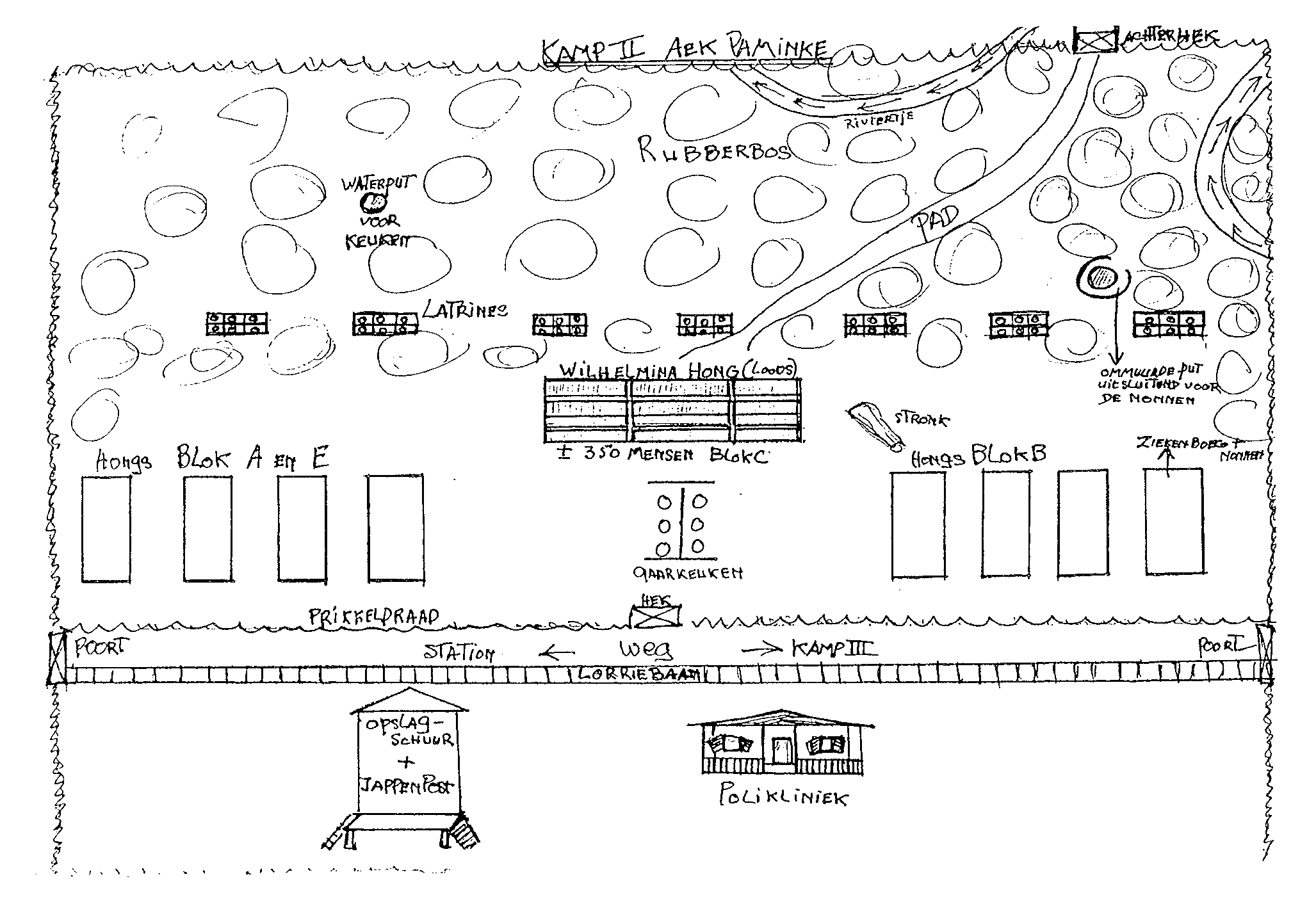
Een plattegrond van kamp Aek Pamienke II, getekend door Yvonne Buffart.

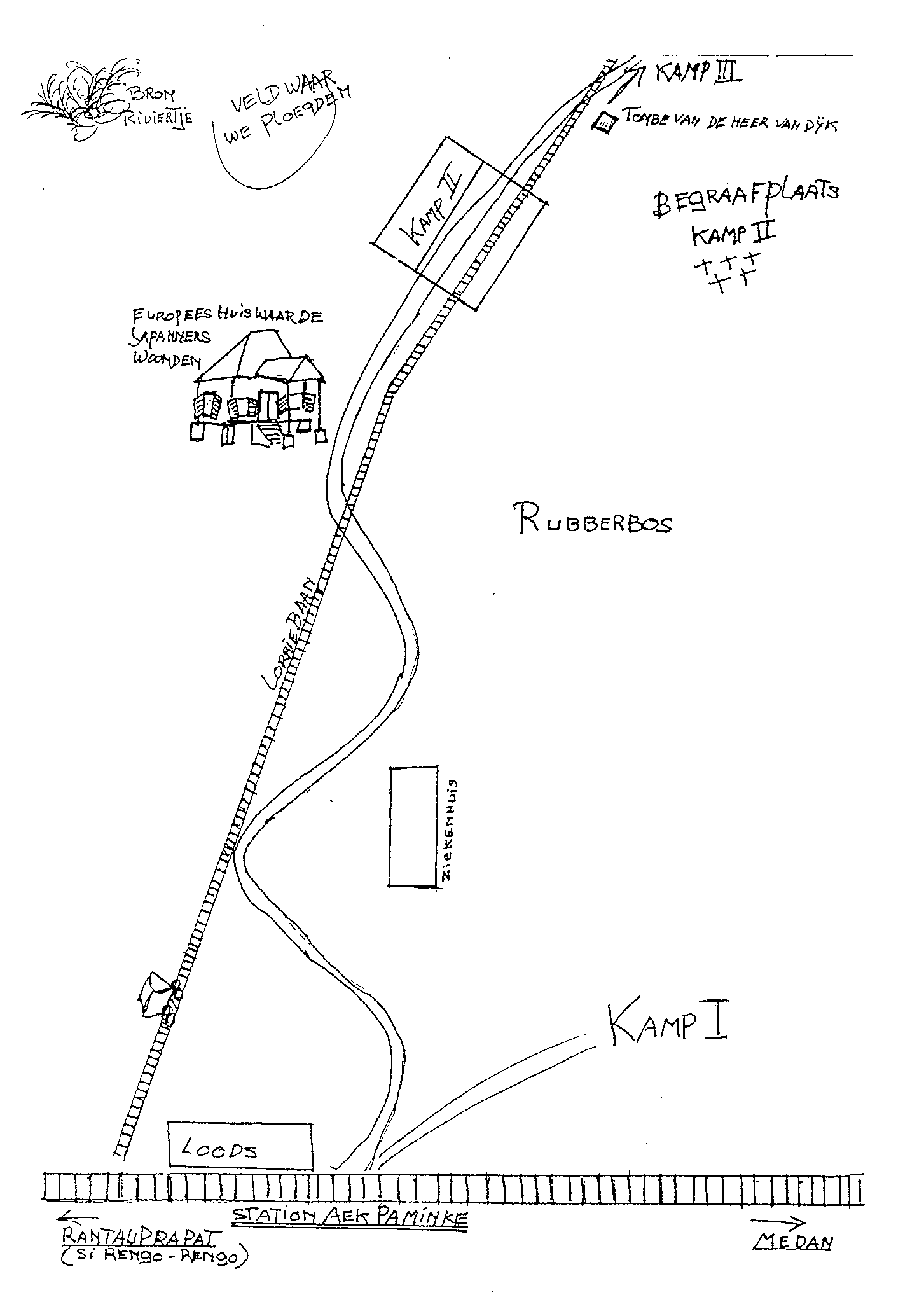
De locatie van het kamp Aek Pamienke II, getekend door Yvonne Buffart.

Dit kamp was in gebruik van juni 1945 tot 1 november 1945. Hier woonden ongeveer 2500 vrouwen en kinderen uit de kampen Glugur II en Poeloe Brayan A, B en C. Er zijn 17 mensen overleden.
Aek Pamienke II bestond uit een aantal hongs die op een open plek in het rubberbos waren geplaatst.2° 21' 1" NB, 99° 44' 8" OL 
Om het kamp was een hek van prikkeldraad en er stroomde een klein kreekje door het kamp (niet meer dan een meter breed), waarin de vrouwen zich konden baden of hun kleren konden wassen. Aangezien de vrouwen hun eigen bagage moesten dragen toen ze naar het kamp kwamen, hadden ze weinig bij zich. Belangrijk waren een mok, een bord en flanellen lakens. Voor kleding was niet veel ruimte. Van de Jappen kregen ze geen kleding, dus naarmate de tijd verstreek liep iedereen blootsvoets en in lompen. Er waren een aantal latrines die bestonden uit een hokje waarin een gat was gegraven. In zo'n gat krioelde het van de maden.
Volwassen vrouwen moesten regelmatig op het land werken ("Tjankollen") maar men heeft, vanwege de korte duur van het verblijf, nooit groenten kunnen oogsten. Het kamp lag te afgelegen om met inlanders te kunnen smokkelen.
Er waren twee stenen putten.
Een werd gebruikt door de keukenploeg en de andere werd door de nonnen voor het wassen gebruikt. Om deze laatste was een afscherming gebouwd zodat de nonnen zich in afzondering konden wassen.
Voldoende drinkwater bleef altijd een probleem en het water moest ook eerst worden gekookt, voordat het gedronken kon worden. 
Beide putten waren in 2011, hoewel kapot, nog terug te vinden en vormden de enige aanwijzing van de locatie van kamp II. De lorriebaan is inmiddels verwijderd.
De enige andere overgebleven aanwijzingen in de buurt van Kamp II zijn de graftombe van de heer Van Dijk, en een poer van het Europese huis waar de Japanners woonden, op de weg naar het station. (Zie het kaartje van de locatie van kamp II.)

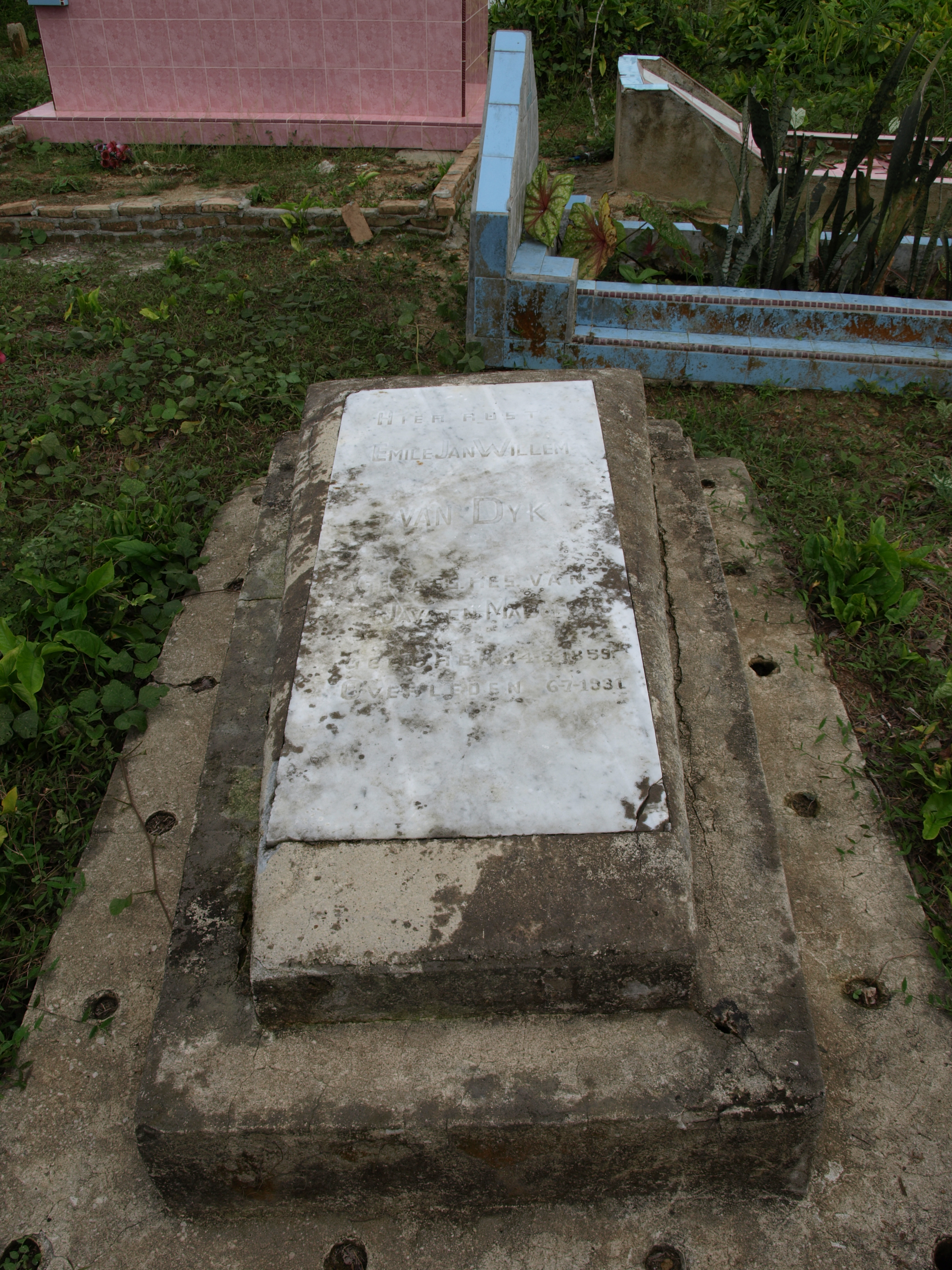
Graftombe van Van Dijk, langs de weg tussen Kamp II en Kamp III.
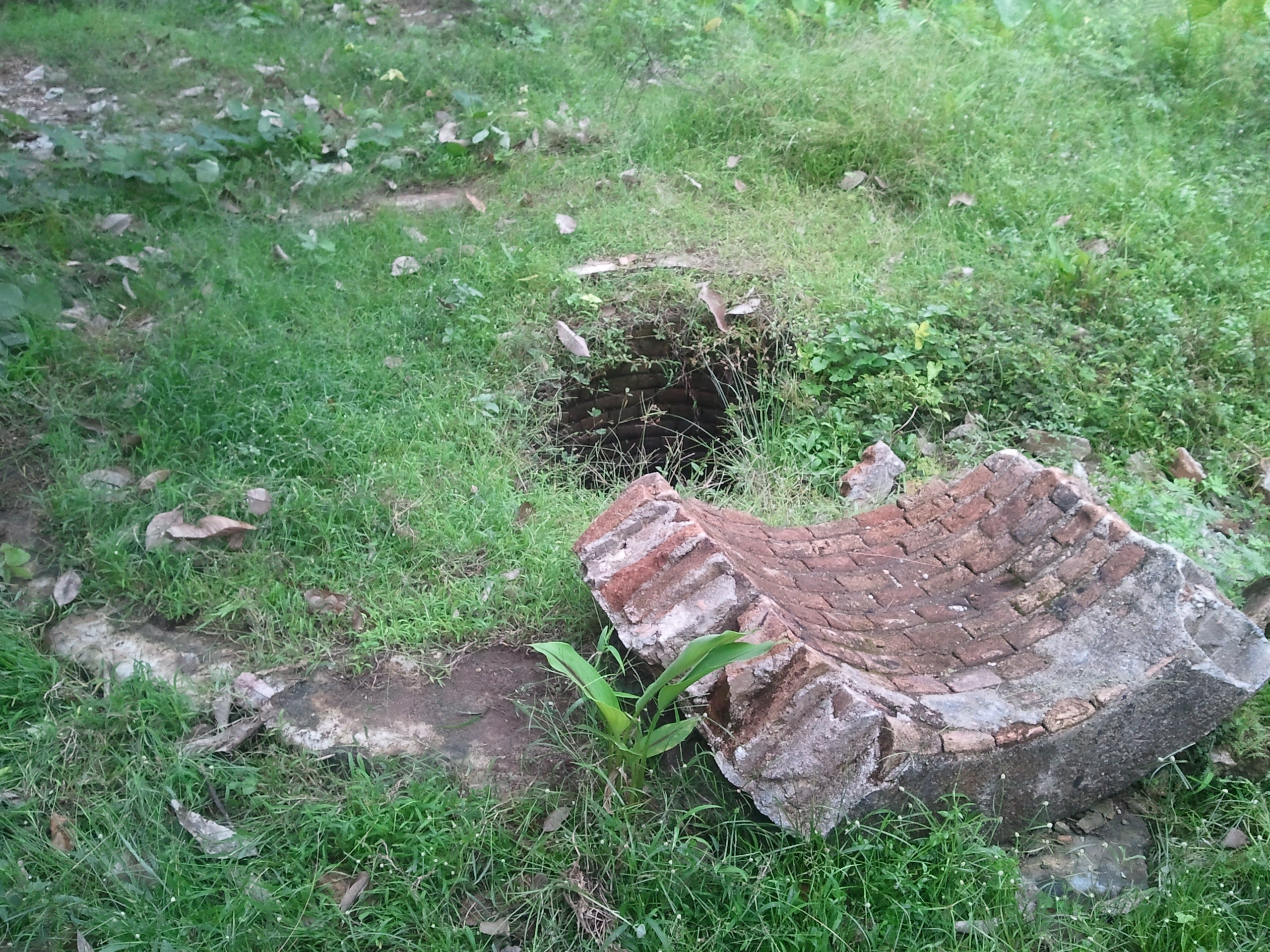
Dit was de waterput voor de keuken.
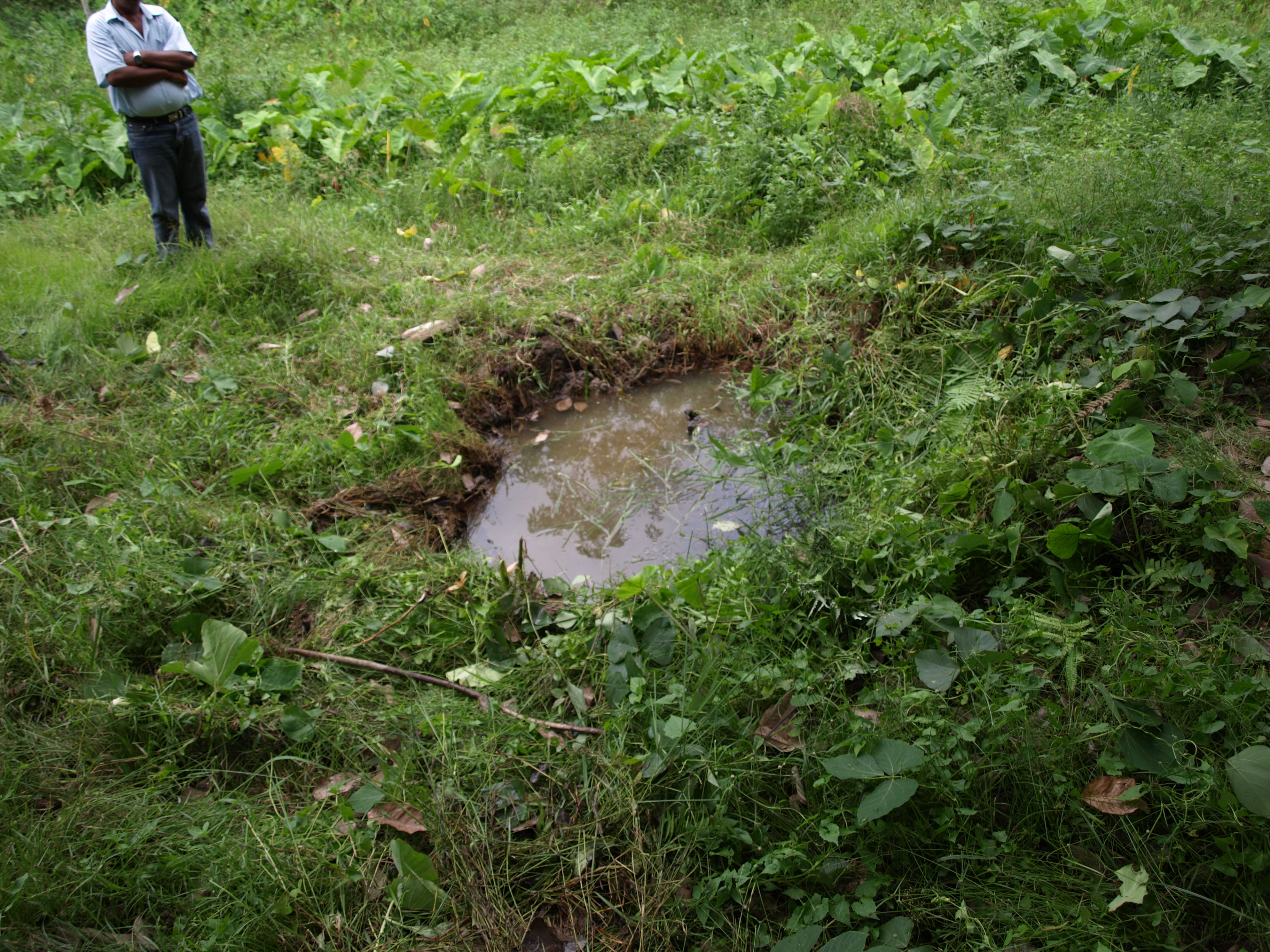
Dit was de ommuurde put voor de nonnen.
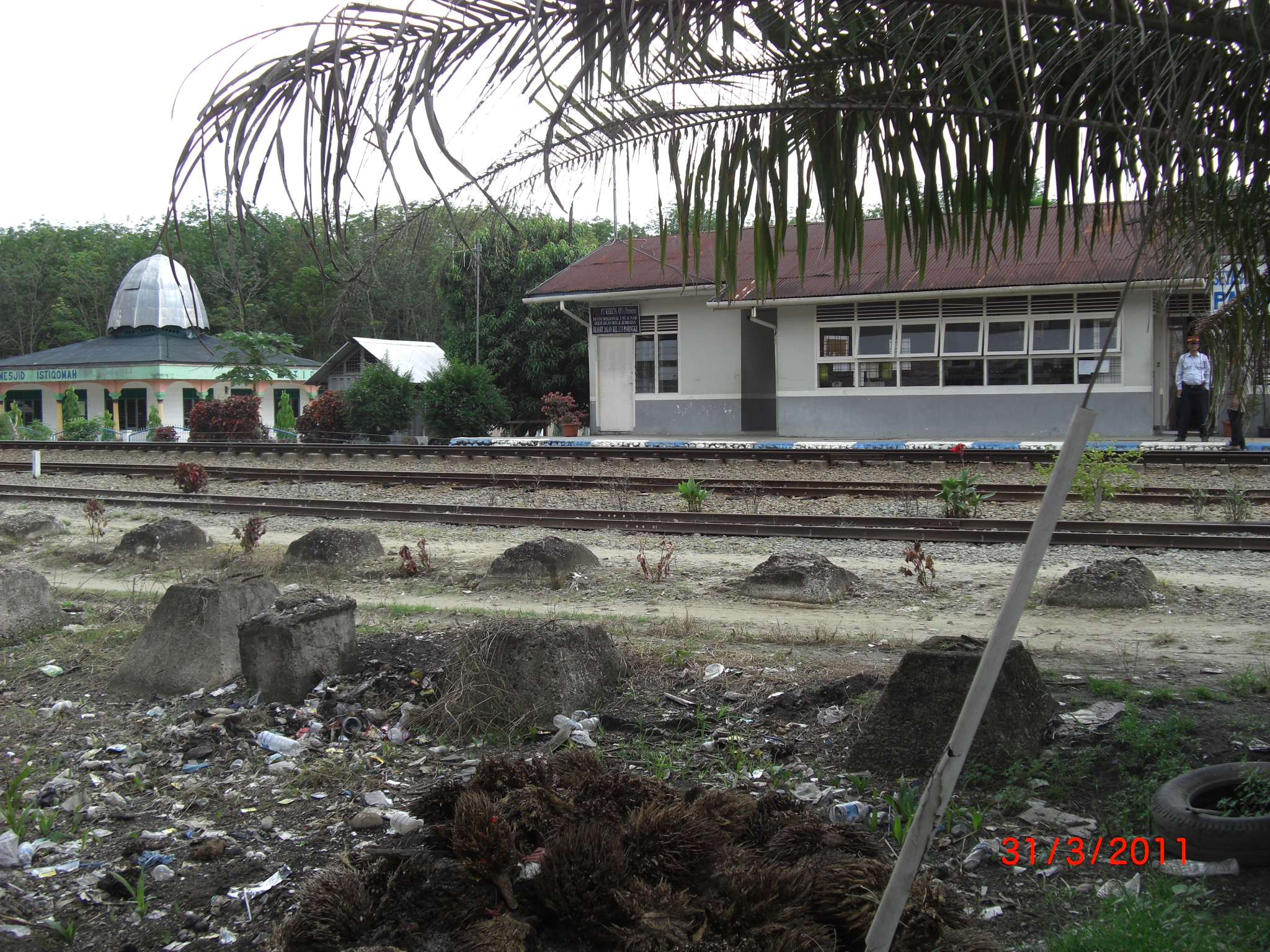
Station Aek Pamienke, met op de voorgrond de fundering van de grote loods.
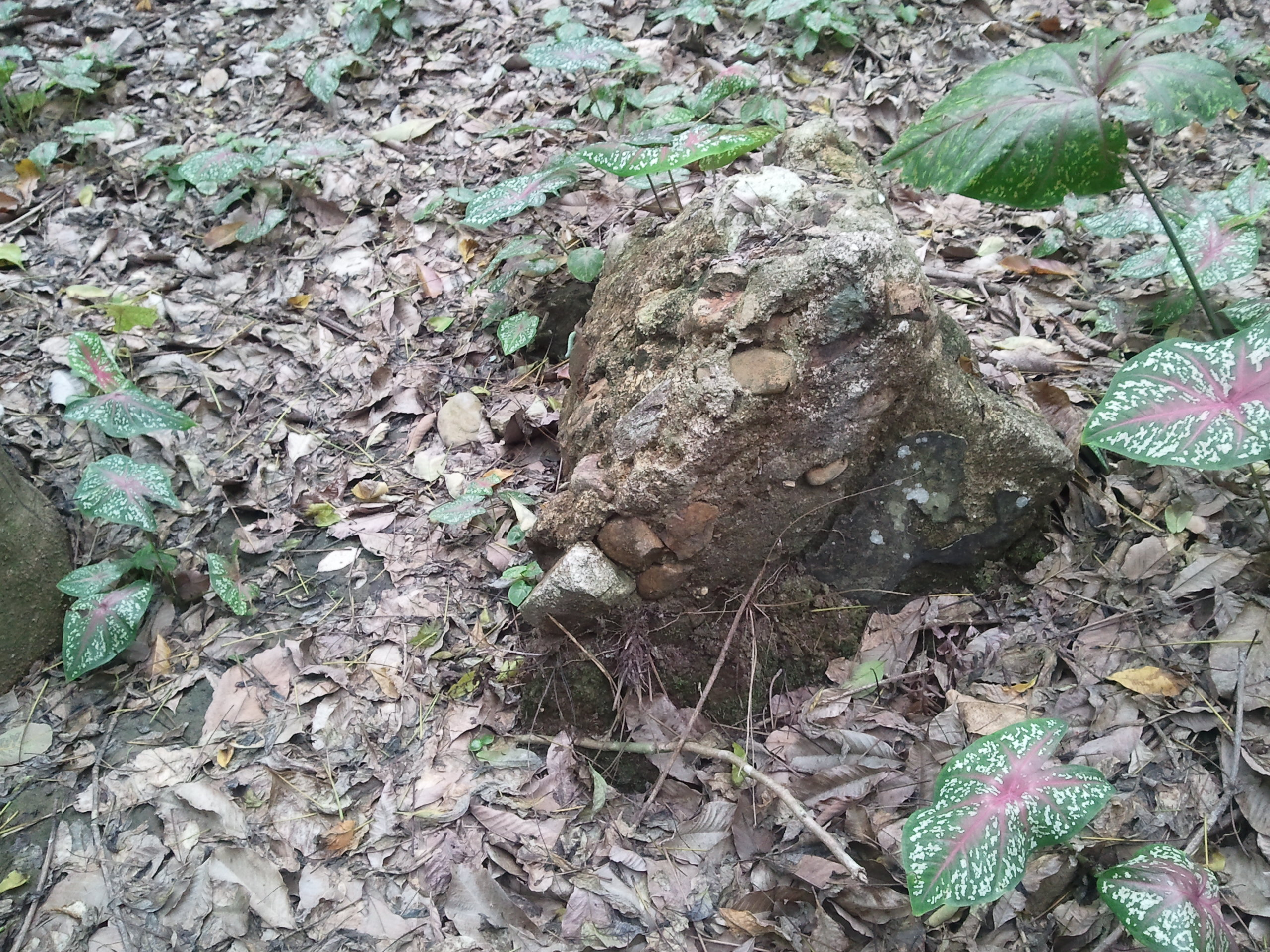
Deze poer (gekanteld) was van het Europese huis waar de Japanners woonden, langs de weg van station Aek Pamienke naar Kamp II.

## Aek Pamienke III

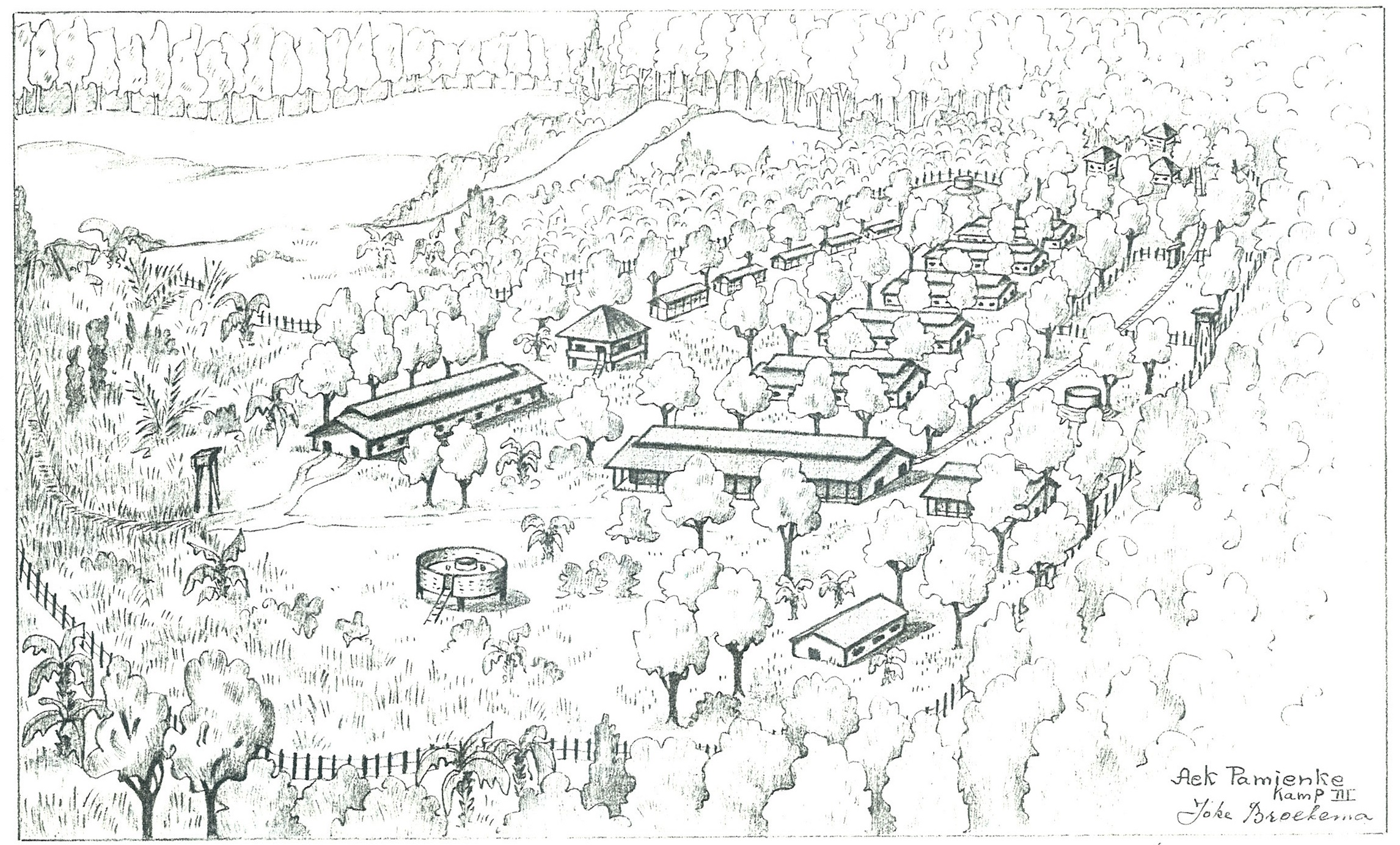
Vogelvluchtperspectief van Jappenkamp Aek Pamienke III, gemaakt door Joke Wassink-Broekema voor Rudy Kousbroek t.b.v. zijn boek "Terug naar Negri Pan Erkoms".

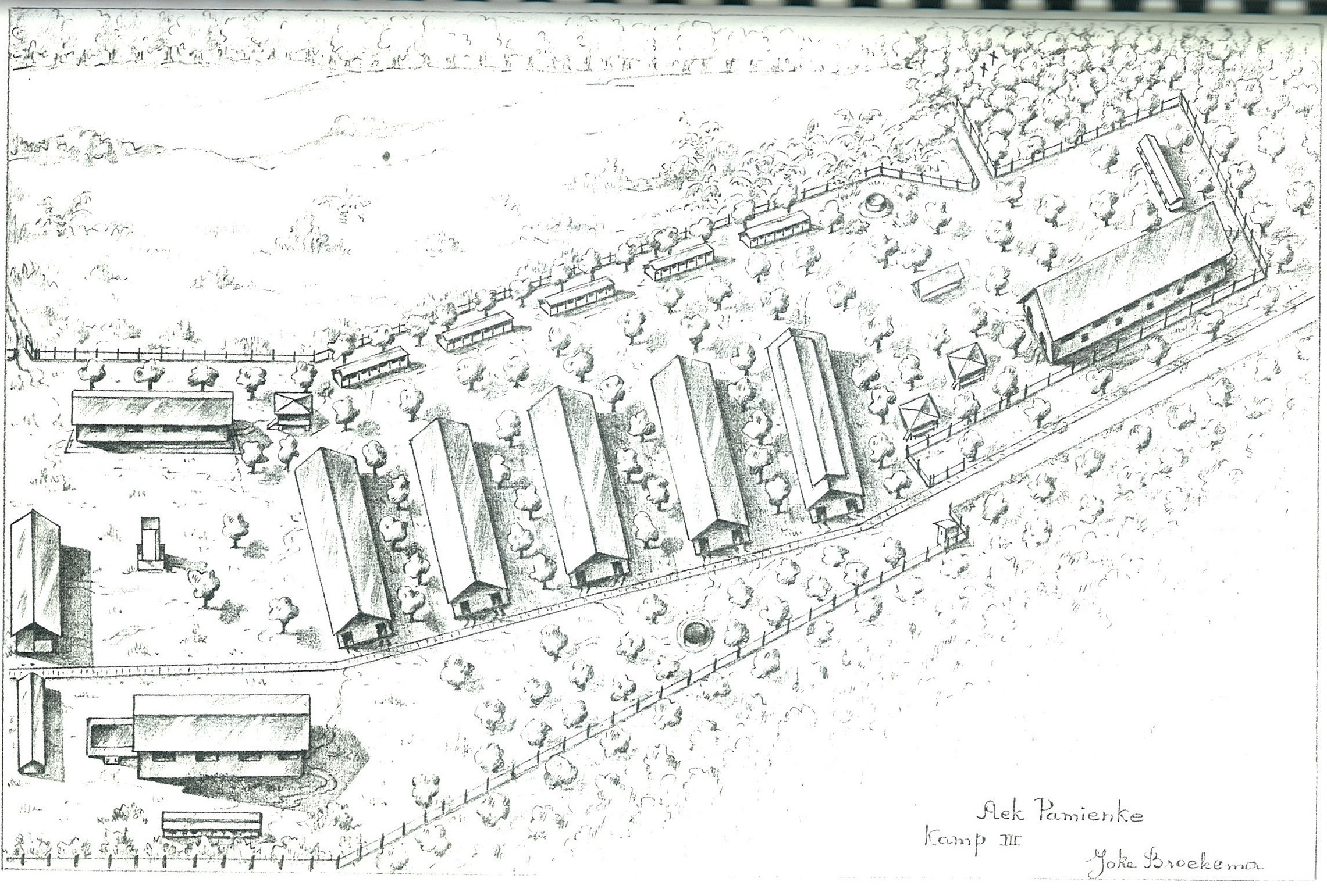
Vogelvluchtperspectief van Jappenkamp Aek Pamienke III. Gemaakt door Joke Wassink-Broekema m.b.v. mede oud-kampbewoonsters.

Dit kamp was in gebruik van juli 1945 tot 1 november 1945. Hier woonden ongeveer 1500 vrouwen en kinderen uit Brastagi. Er zijn plusminus 8 mensen overleden.

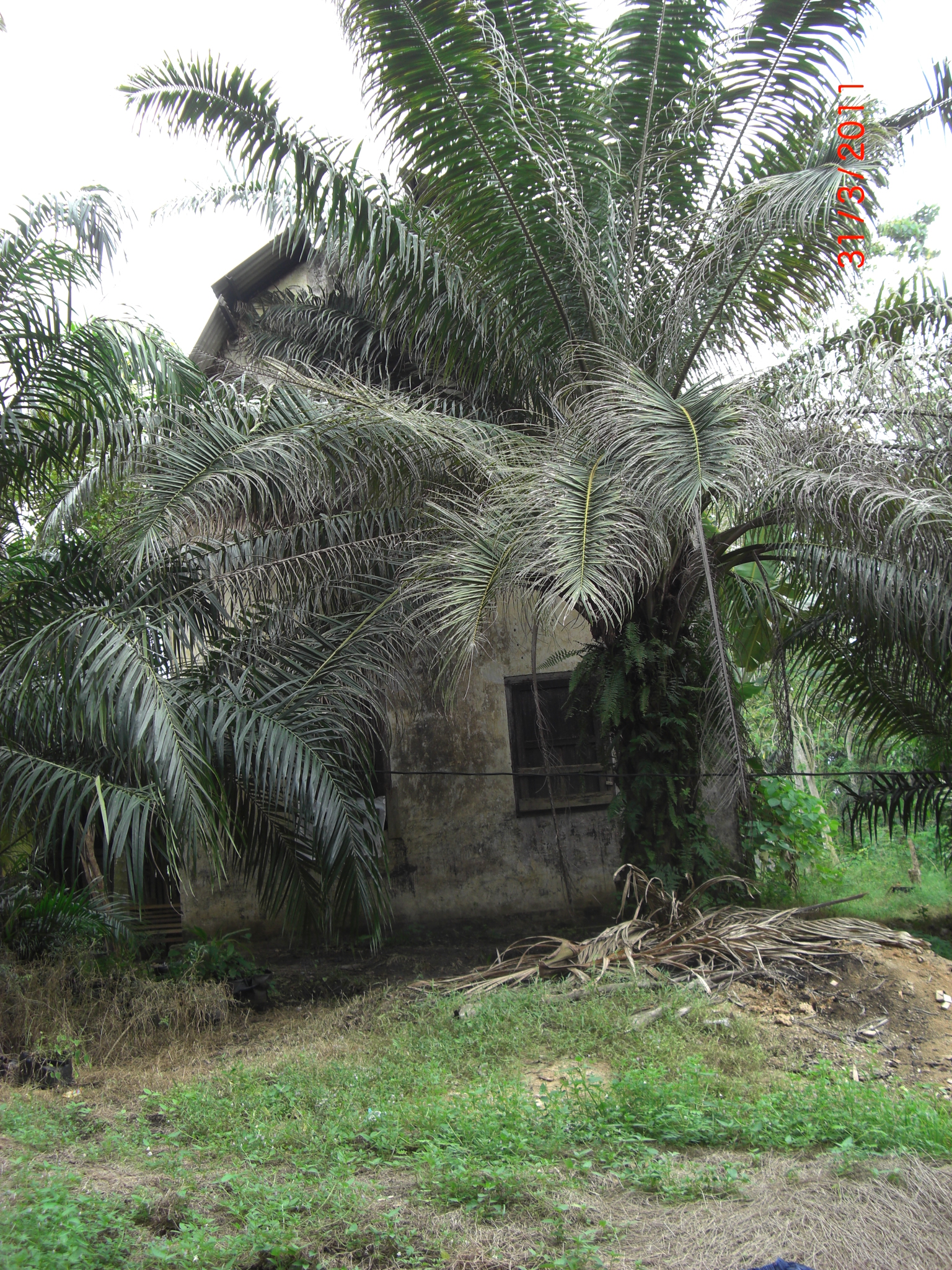
Stenen huis, waarschijnlijk de keuken-/ziekenbarak van Aek Pamienke Kamp III.
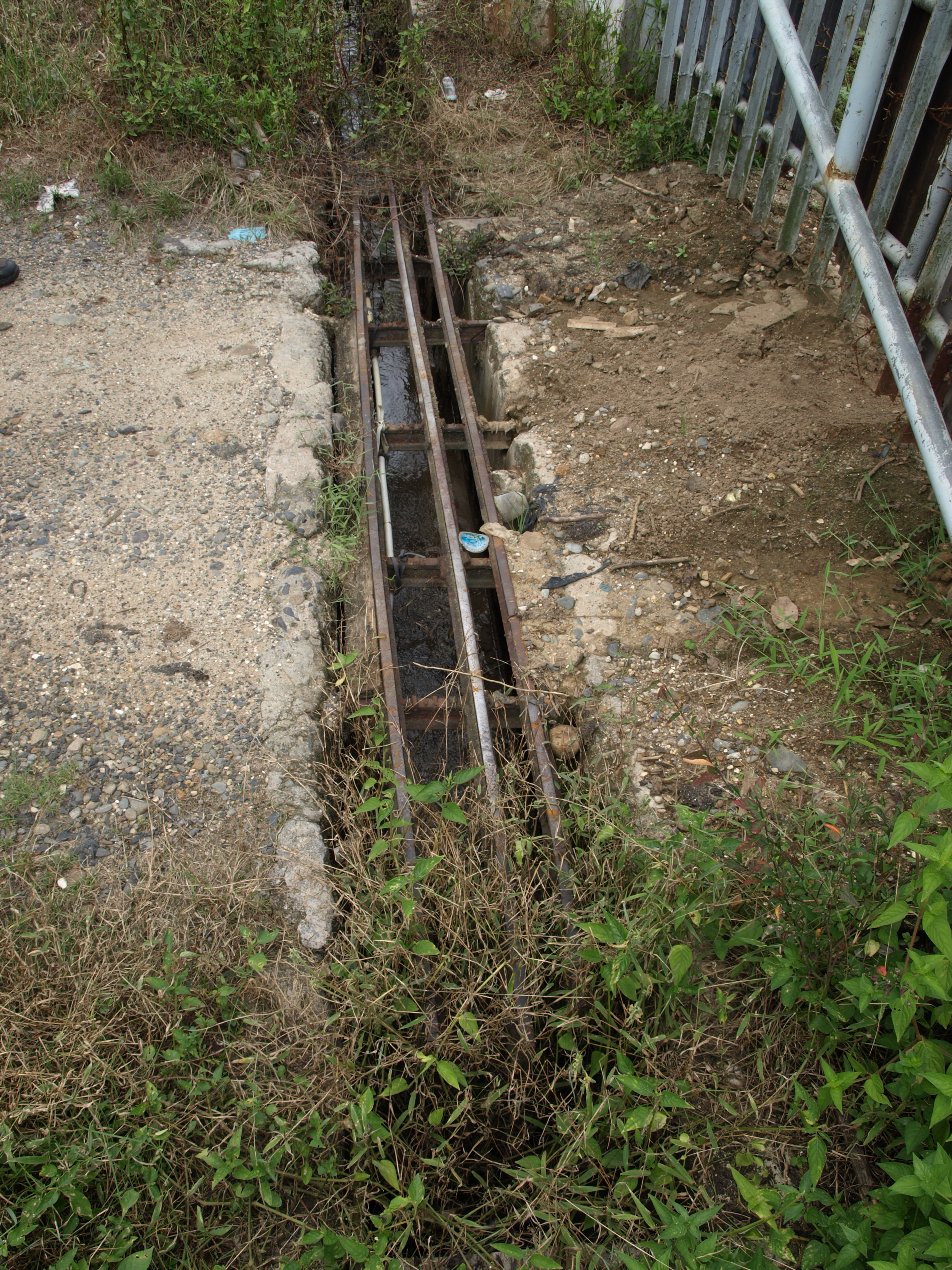
Rooster gemaakt van de smalspoorstaven uit de plantage Aek Pamienke. Dit is een hek achter de rubberfabriek, vlak bij de oorspronkelijke locatie van Kamp III.